# 전신마취제
전신마취제(全身痲醉劑, 영어: general anaesthetic)는 전신 마취를 일으키는 약제로, 동물의 경우 직립반사의 소실을, 인간의 경우 의식의 소실을 유도하는 화합물들로 정의할 수 있다. 임상적인 정의는 고통스러운 자극에 대한 의식의 부재를 유도함으로써 수술을 충분히 용이케 하는 데까지 그 의미가 확장된다. 전신마취제는 진통제 역할을 하지 않으며 진정제와는 구별한다.

## 같이 보기
- 전신 마취
- 국소 마취
- 기계환기